# 邦克希尔 (伊利诺伊州)
邦克希尔（英語：Bunker Hill）是一個位於美國伊利諾伊州馬庫平縣的城市。

## 地理
邦克希尔的座標為39°02′29″N 89°57′03″W / 39.04139°N 89.95083°W，而該地的平均海拔高度為201米（即659英尺）。

## 人口
根據2010年美國人口普查的數據，邦克希尔的面積為3.33平方千米，當中陸地面積為3.26平方千米，而水域面積為0.07平方千米。當地共有人口1774人，而人口密度為每平方千米532.73人。